# Sarah Ngongoa
Sarah Ngongoa (née le 7 juillet 1983) est une athlète camerounaise, spécialiste du saut en longueur.

## Biographie
En 2016, elle remporte la médaille de bronze du saut en longueur lors des championnats d'Afrique de Durban.

### Palmarès
| Date | Compétition                     | Lieu   | Résultat | Épreuve          | Performance |
| ---- | ------------------------------- | ------ | -------- | ---------------- | ----------- |
| 2011 | Jeux africains de 2011          | Maputo | 2e       | Saut en longueur | 6,46 m      |
| 2016 | Championnats d'Afrique          | Durban | 3e       | Saut en longueur | 6,34 m      |
| 2017 | Jeux de la solidarité islamique | Bakou  | 3e       | Saut en longueur | 6,06 m      |
| 2017 | Jeux de la solidarité islamique | Bakou  | 3e       | 4 × 100 m        | 46 s 78     |

### Records
| Épreuve          | Performance | Lieu    | Date            |
| ---------------- | ----------- | ------- | --------------- |
| Saut en longueur | 6,52 m      | Glasgow | 30 juillet 2014 |